# RER Fribourg/Freiburg
RER Fribourg/Freiburg (Réseau express régional Fribourg/Freiburg) bezeichnet die S-Bahn Freiburg, die den gleichnamigen Kanton und Teile der Nachbarkantone erschliesst. Die erste Etappe der S-Bahn wurde im Dezember 2011 durch die Schweizerischen Bundesbahnen (SBB) und die Freiburgischen Verkehrsbetriebe (TPF) in Betrieb genommen und seither schrittweise ausgebaut. Mit dem Fahrplanwechsel am 14. Dezember 2014 wurden Liniennummern eingeführt. Vorher waren alle Linien mit der Bezeichnung Regio unterwegs.

## Linien und Rollmaterial
Die S-Bahn Fribourg/Freiburg wird aktuell (Stand: Fahrplanjahr 2024) mit 5 S-Bahn-Linien und 2 RE-Linien betrieben. Auf gewissen Abschnitten ergänzen sich mehrere Linien zu einem Halbstundentakt.
| Linie | Strecke                                                                 | Rollmaterial                                | Besonderheiten                                    |
| ----- | ----------------------------------------------------------------------- | ------------------------------------------- | ------------------------------------------------- |
| S 20  | Romont – Fribourg/Freiburg – Courtepin – Murten/Morat – Ins – Neuchâtel | RABe 527 (TPF-Flirt), TPF RBDe 567          | bis 2021 Fribourg – Neuchâtel                     |
| S 21  | Romont – Fribourg/Freiburg – Courtepin – Murten/Morat – Ins – Neuchâtel | RABe 527 (TPF-Flirt), TPF RBDe 567          | bis 2021 Fribourg – Ins nur Montag bis Freitag    |
| S 30  | Fribourg/Freiburg – Payerne – Estavayer-le-Lac – Yverdon-les-Bains      | SBB RBDe 4/4 (NPZ Domino)                   | Halbstundentakt von Montag bis Freitag bis 20 Uhr |
| S 50  | Bulle – Châtel-Saint-Denis – Palézieux                                  | TPF ABe 2/4                                 | Meterspur                                         |
| S 51  | Bulle – Montbovon                                                       | TPF ABe 2/4                                 | Meterspur                                         |
| RE 2  | Bern – Düdingen – Fribourg/Freiburg – Romont – Bulle – Broc-Village     | RABe 527 (TPF-Flirt), SBB RBDe 560 (Domino) |                                                   |
| RE 3  | Düdingen – Fribourg/Freiburg – Romont – Bulle – Broc-Village            | RABe 527 (TPF-Flirt), SBB RBDe 560 (Domino) |                                                   |

## Geschichte

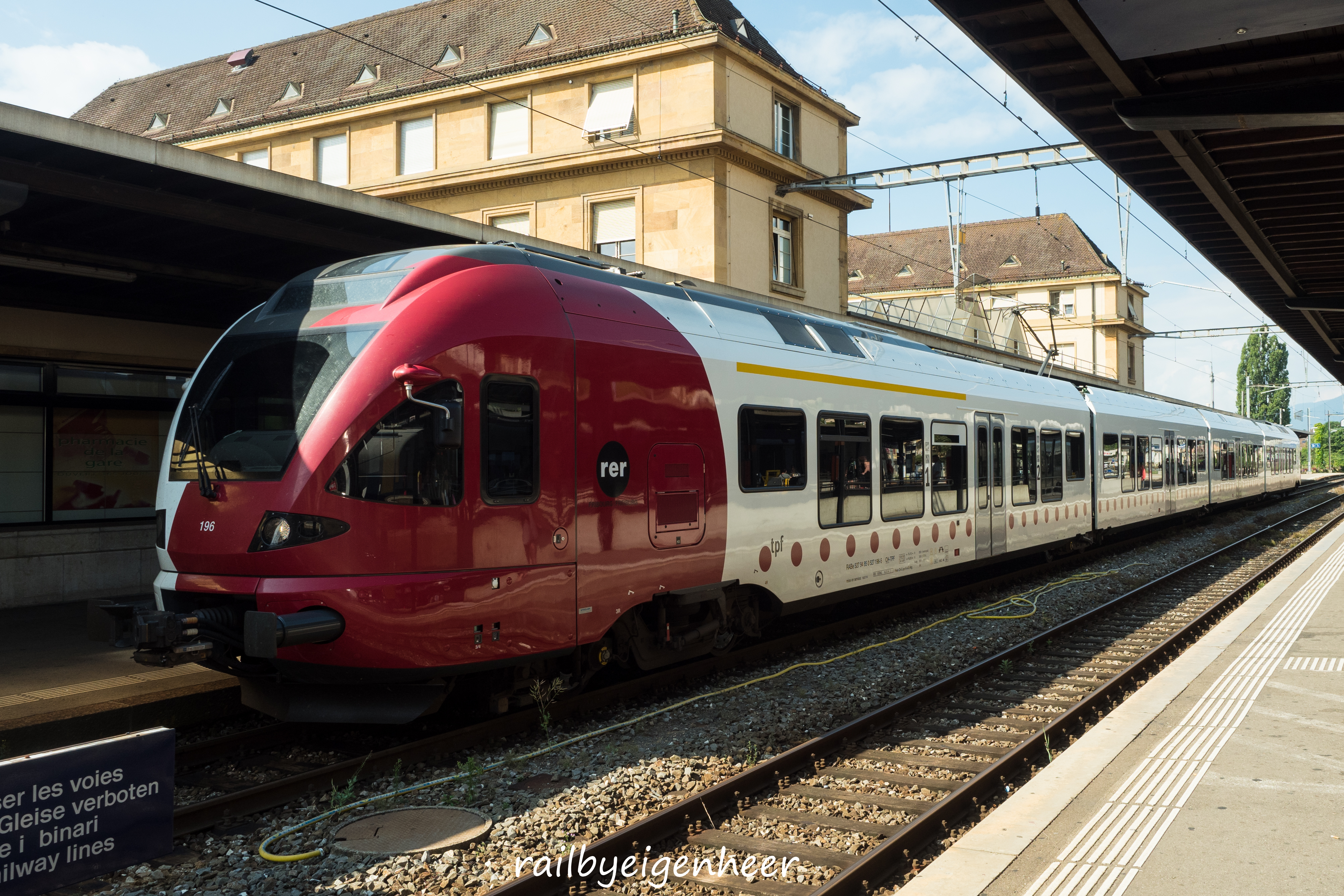
TPF Flirt RABe 527

In der ersten Etappe wurde Bulle im Dezember 2011 mittels direktem RegioExpress (RE) über Freiburg nach Bern im Halbstundentakt erschlossen. Hierzu waren Ausbauten insbesondere auf der Strecke Bulle−Romont nötig.
Die RegioExpress lösten die direkte Busverbindung Freiburg–Bulle, den Hauptagglomerationen des Kantons, ab. Sie verkehrte während fast 30 Jahren auf der Autobahn A12.
Düdingen wird seit Fahrplanwechsel 2019 auch vom RE bedient. Seit Dezember 2021 ist der Ort vom RegioExpress und der Berner S1 im 15-Minuten-Takt mit der Kantonshauptstadt verbunden. Die RE fahren zum Wenden als Dienstfahrt weiter von Düdingen nach Schmitten, wo jedoch für den Fahrgastwechsel keine Perronkante zur Verfügung steht.
Im Dezember 2012 wurde der 30-Minuten-Takt zwischen Palézieux und Châtel-St-Denis eingeführt und die Fahrzeit zwischen Bulle und Châtel-St-Denis verkürzt. Mit dem Fahrplanwechsel 2019 wurde nach der Verlegung des Bahnhofs Châtel-St-Denis der Halbstundentakt auf dem Abschnitt Bulle–Palézieux eingeführt.

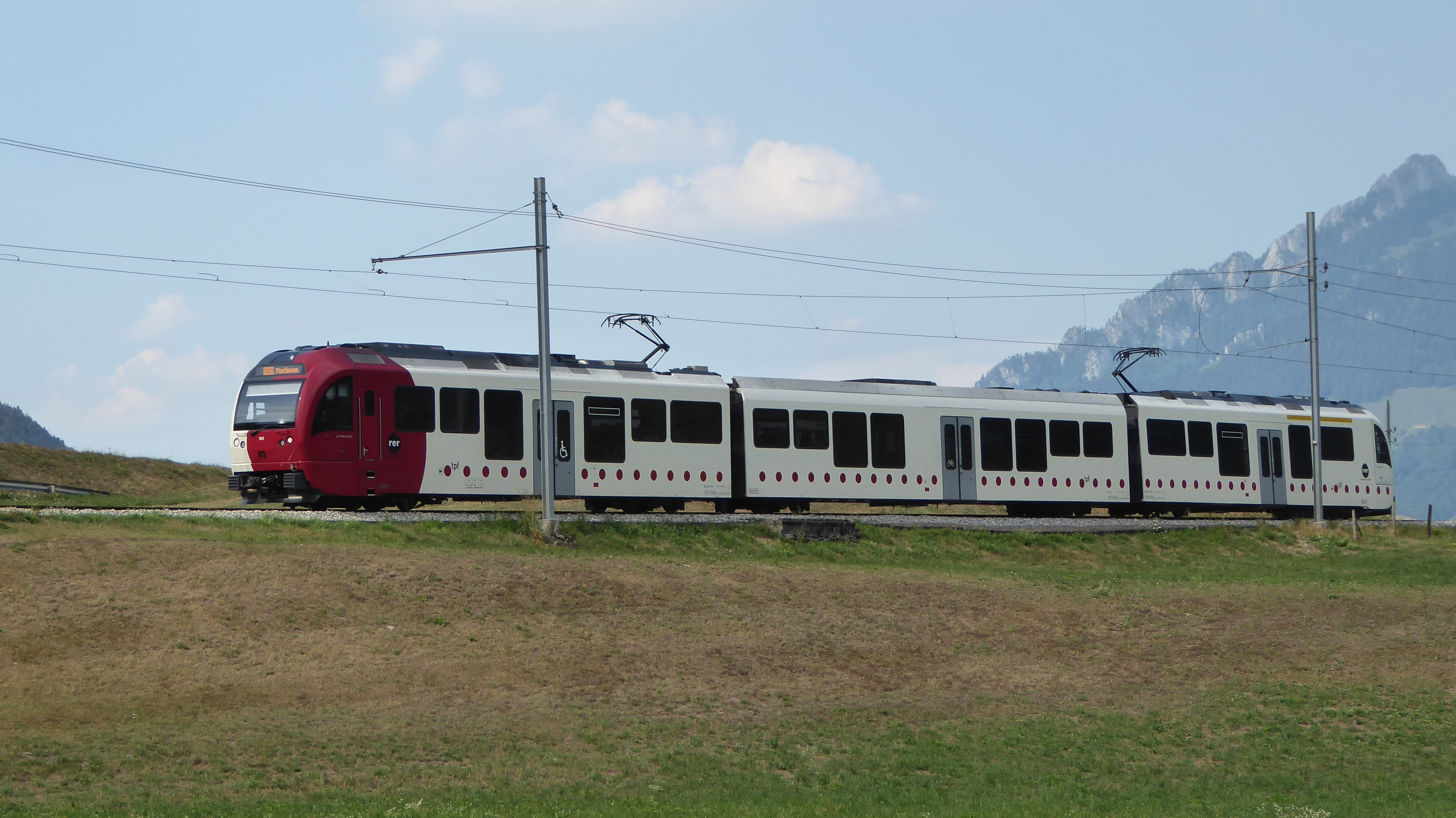
Schmalspurige S51 im Jahr 2018 zwischen Gruyères und Montbovon

In einer zweiten Etappe wurde 2015 der Halbstundentakt auf den  Linien S30 Freiburg–Yverdon und S40 Freiburg–Romont eingeführt. Seit 2018 werden alle Linien von und nach Freiburg im Halbstundentakt betrieben. Auch für diese Ausbaustufe waren Infrastrukturanpassungen notwendig. Seit Dezember 2019 wird Givisiez im 15-Minuten-Takt erschlossen. Dank der Verlegung und Modernisierung des Bahnhofs kann nun auch die S30 von Freiburg nach Yverdon-les-Bains dort halten. Ende 2021 übernahmen die Transports publics fribourgeois (TPF) von den SBB die Linie S40 (Romont–Freiburg), die mit den bisherigen Linien S20/21 Freiburg–Ins (–Neuchâtel) durchgebunden wurde. Für den Betrieb der Durchmesserlinien S20/21 verkauften die SBB den TPF 11 drei- und vierteilige Domino-Züge RBDe 560 235–243, 245 und 247.
Die erste Etappe verursachte Infrastrukturkosten von gut 7 Millionen Franken, die zweite 40 bis 50 Millionen. Zudem investieren die TPF und die SBB je 100 Millionen Franken in neues Rollmaterial. Die Meterspurstrecke Bulle–Broc wird auf Normalspur umgebaut, damit ab Fahrplanjahr 2023 der RegioExpress Düdingen–Bulle bis Broc-Fabrique verlängert werden kann.

## Planungen
Ende 2023 wurde der Halbstundentakt zwischen Bulle und Gruyères eingeführt. Der 15-Minuten-Takt zwischen Freiburg und Avry-sur-Matran wird zu einem späteren Zeitpunkt eingeführt. Dazu wird in Avry-sur-Matran eine neue Haltestelle errichtet und die S30 dorthin verlängert, womit eine weitere Durchmesserlinie entsteht.
Längerfristig sind folgende Ausbauten vorgesehen:
- Verkürzung der Reisezeit zwischen Bulle und Freiburg
- Einführung des Halbstundentakts zwischen Ins und Neuenburg
- Bau einer neuen Haltestelle in Agy
- Verlängerung eines RegioExpress Genf–Lausanne nach Bern mit Halt in Palézieux, Romont und Freiburg